# Alexei Alexandrowitsch von Lampe

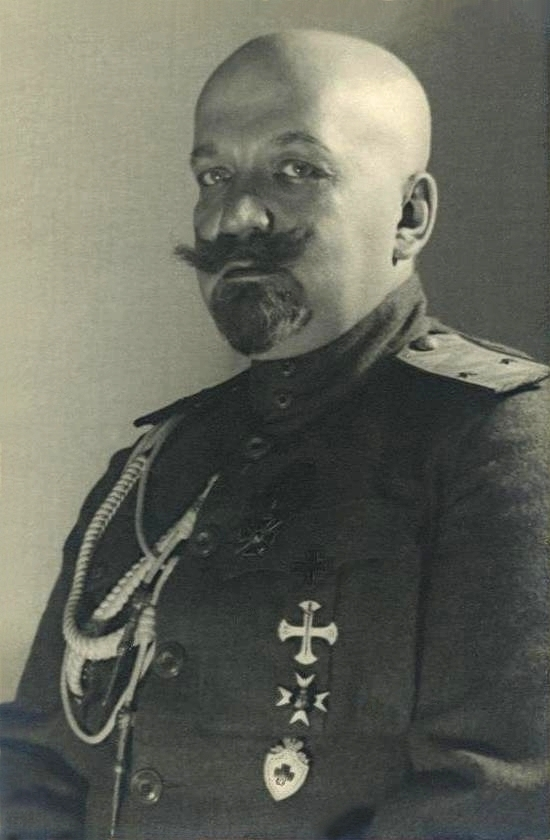
Alexei von Lampe

Alexei Alexandrowitsch von Lampe (russisch Алексей Александрович фон Лампе, * 18. Juli 1885 in Werschbolowo, Gouvernement Suwalki; † 28. Mai 1967 in Paris) war ein russischer Offizier und Militärschriftsteller.

## Biografie
Er absolvierte drei Bildungseinrichtungen in Sankt Petersburg: die 1. Kadettenanstalt, die Ingenieurschule Nikolajew und 1913 die Nikolajew-Akademie des Generalstabs. Er nahm am Russisch-Japanischen Krieg und am Ersten Weltkrieg teil. Im Russischen Bürgerkrieg war er ab Ende 1918 Leiter der operativen Abteilung des Hauptquartiers der Freiwilligenarmee und dem militärischen Vertreter des Oberbefehlshabers der Streitkräfte Südrusslands in Istanbul unterstellt. Später wurde er Leiter der operativen Abteilung des Generalquartiermeisters der kaukasischen Freiwilligenarmee. Er wurde 1921 zum Generalmajor in der Weißen Armee befördert.
Zu Beginn von von Lampes Emigration aus Russland ernannte Pjotr Wrangel ihn zum militärischen Vertreter der russischen Armee in Dänemark, Ungarn und seit 1923 in Deutschland. Nach der Liquidierung dieser Positionen leitete er die 2. Abteilung der Russischen All-Militärischen Union (ROWS) in Berlin. Im Exil veröffentlichte er sieben Bände der Sammlung „Weiße Sache“, in denen im 4. und 5. Band Wrangels Notizen erstmals veröffentlicht wurden.
1933 wurde von Lampe von der Geheimen Staatspolizei wegen Spionage verhaftet. Er verbrachte etwa drei Monate im Gefängnis, aus dem er auf Drängen von Freunden freigelassen wurde, um den letzten Tagen seiner an Tuberkulose sterbenden Tochter beizuwohnen. Ab 1938 wurde er Leiter der ROWS in Deutschland. Nach Ausbruch des Zweiten Weltkriegs war er an der Organisation von Abteilungen des Russischen Roten Kreuzes in Berlin und in den von Deutschland eroberten Ländern West- und Osteuropas beteiligt. Ende 1944 trat er dem Komitee zur Befreiung der Völker Rußlands bei.
Nach dem Zweiten Weltkrieg zog von Lampe nach Frankreich um. 1950 zog er nach Paris. Er wurde zunächst stellvertretender Leiter der ROWS und dann von 1957 bis zu seinem Lebensende ihr Leiter. Er ist auf dem Russischen Friedhof von Sainte-Geneviève-des-Bois bestattet.